# Calanque

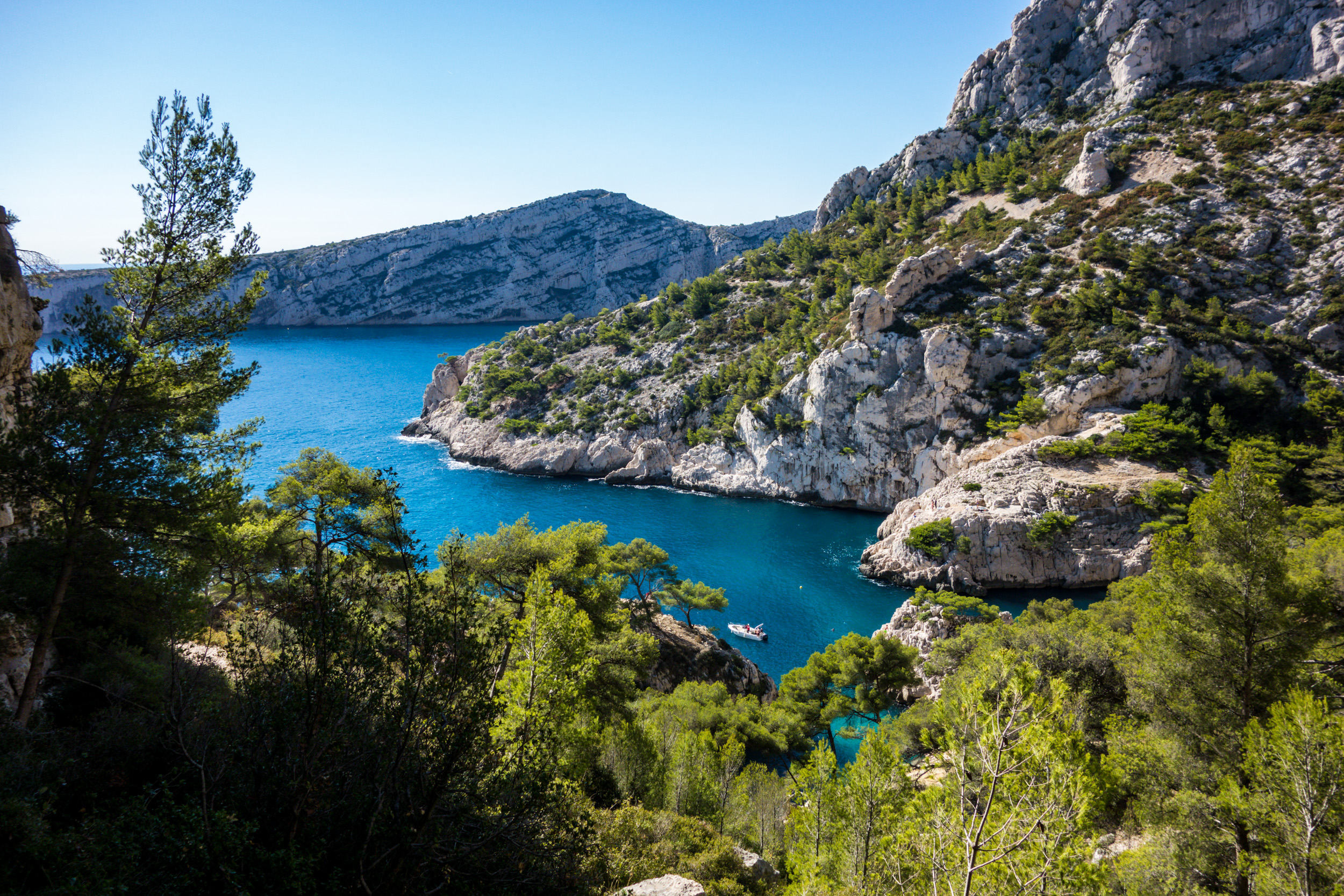
De Calanque de Sugiton in de gemeente Marseille in Zuid-Frankrijk, binnen het nationaal park Calanques

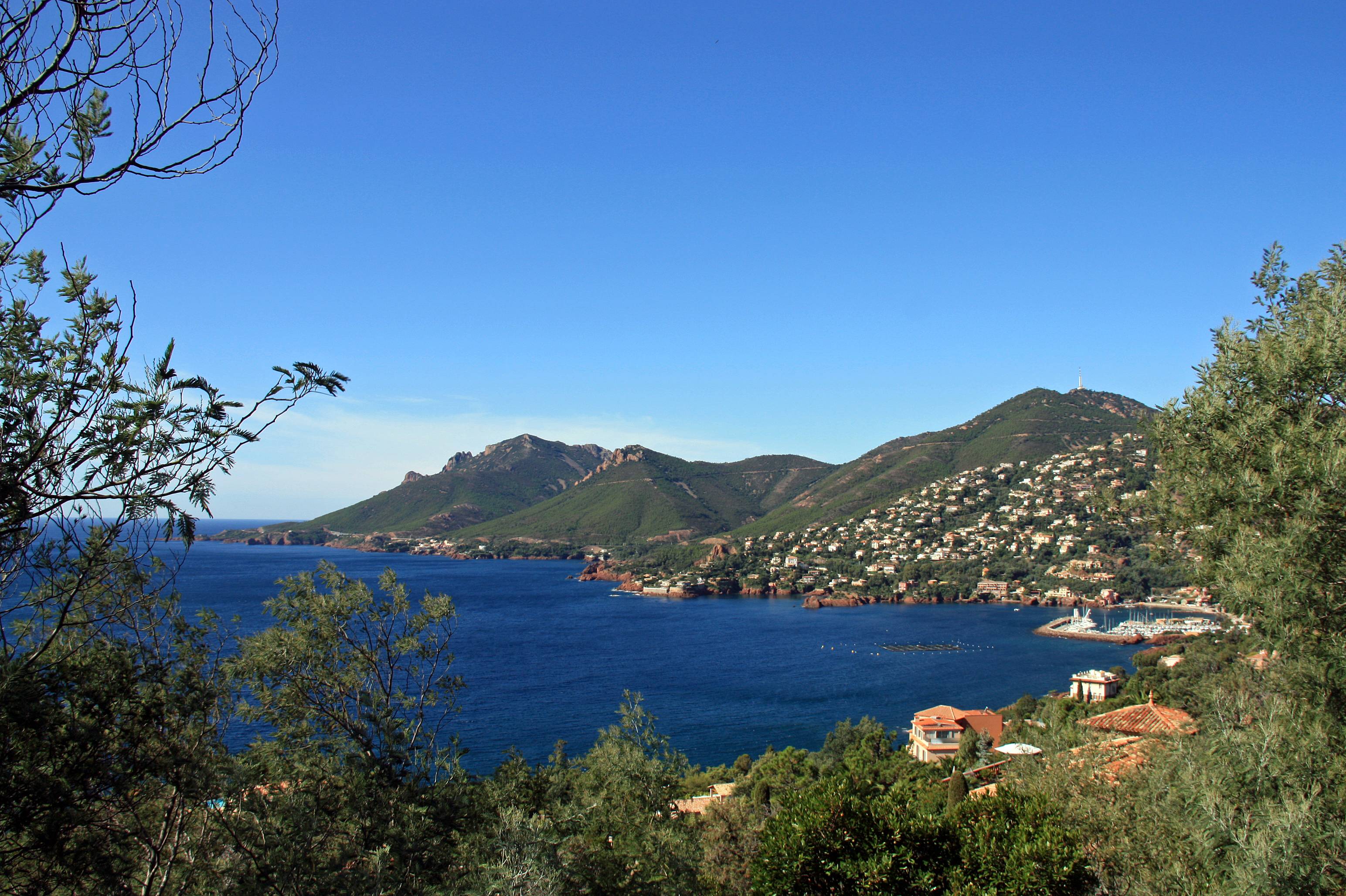
Het Esterelmassief tussen Fréjus en Cannes telt ook een aantal calanques

Een calanque (of calanche, zoals ze in het Corsicaans heten) is een landvorm in de vorm van een diepe vallei met steile hellingen, deels ondergedompeld in de zee.
Alhoewel er calanques te vinden zijn op een aantal plekken in Zuid-Frankrijk (inclusief Corsica) en Italië, zijn de bekendste calanques die van Marseille, ook simpelweg "les calanques" in het Frans genoemd. Het nationaal park Calanques bevindt zich daar aan de Middellandse kust, ten zuiden van de stad.

## Voorbeelden
De bekendste voorbeelden van deze formaties kunnen worden gevonden in het nationaal park Calanques in het Franse departement Bouches-du-Rhône (43° 13′ NB, 5° 27′ OL). Deze formaties strekken zich uit over 20 kilometer langs de kust tussen Marseille en Cassis, en bereiken hun hoogtepunten in de Marseilleveyre (432 m) en op de Mont Puget (565 m). Gelijksoortige calanques liggen ook aan de Côte d'Azur (de Franse riviera) bij het Esterelmassief en op het eiland Corsica (de Calanches de Piana). Ook zijn er calanques te vinden aan de Côte Bleue, ten westen van Marseille.
Er zijn ook overeenkomsten tussen calanques en abers, de riviermondingen langs de Atlantische en Kanaalkust van Bretagne.
De calanques van het Massif des Calanques ten zuiden van Marseille omvatten onder andere de Calanque de Sormiou, de Calanque de Morgiou, de Calanque d'En-Vau, de Calanque de Port-Pin en de Calanque de Sugiton.

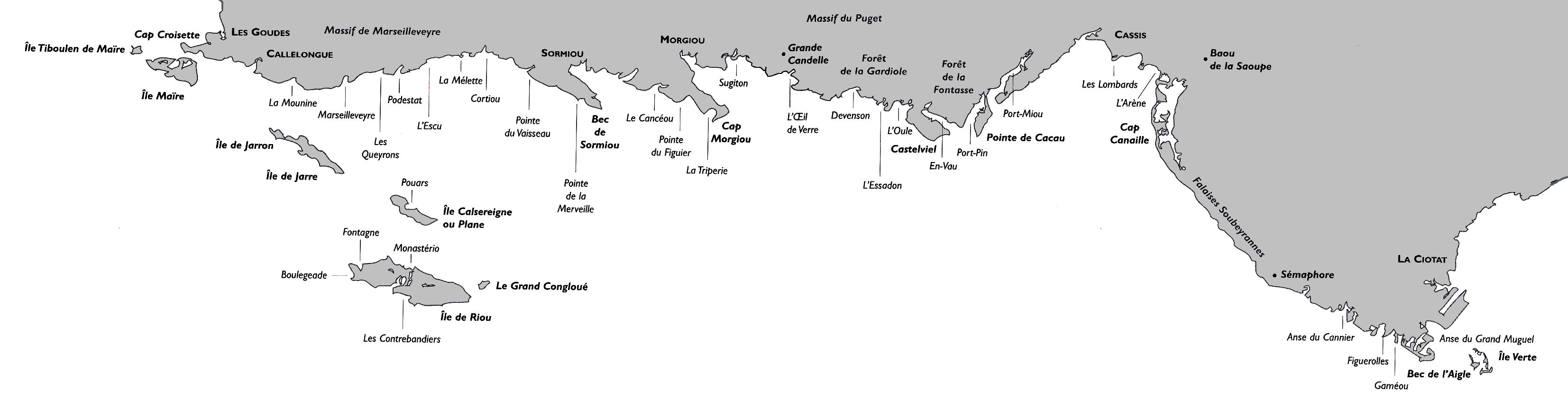
Kaart van de Calanques tussen Marseille en La Ciotat